# Judo-Europameisterschaften 1991
Die Judo-Europameisterschaften 1991 fanden vom 16. bis zum 19. Mai in Prag statt. Es waren die einzigen Judo-Europameisterschaften, die je in der Tschechoslowakei stattfanden. Die Mannschaft aus dem Gastgeberland gewann eine Medaille. Letztmals am Start war die Mannschaft aus der Sowjetunion, die zumindest bei den Männern seit den 1960er Jahren zu den führenden Mannschaften gehört hatte. Erstmals am Start war die Mannschaft aus dem wiedervereinigten Deutschland.
Cécile Nowak gewann im Superleichtgewicht zum dritten Mal in Folge, Philippe Pradayrol ebenfalls im Superleichtgewicht zum zweiten Mal.

## Ergebnisse

### Männer
| Gewichtsklasse                 | Gold               | Silber             | Bronze                               |
| ------------------------------ | ------------------ | ------------------ | ------------------------------------ |
| Superleichtgewicht (bis 60 kg) | Philippe Pradayrol | Piotr Kamrowski    | Marino Cattedra József Wágner        |
| Halbleichtgewicht (bis 65 kg)  | Eric Born          | József Csák        | Martin Schmidt Ian Freeman           |
| Leichtgewicht (bis 71 kg)      | Stefan Dott        | Josef Věnsek       | Christophe Gagliano Magomedbek Aliew |
| Halbmittelgewicht (bis 78 kg)  | Anthonie Wurth     | Johan Laats        | Krzysztof Kamiński Baschir Warajew   |
| Mittelgewicht (bis 86 kg)      | Axel Lobenstein    | Giorgio Vismara    | Adrian Croitoru León Villar          |
| Halbschwergewicht (bis 95 kg)  | Theo Meijer        | Giwi Gaurgaschwili | Stéphane Traineau Detlef Knorrek     |
| Schwergewicht (über 95 kg)     | Henry Stöhr        | Sergei Kossorotow  | David Douillet Rafał Kubacki         |
| Offene Klasse                  | Igor Beresnitzki   | Bernd von Eitzen   | Patrice Rognon Stefano Venturelli    |

### Frauen
| Gewichtsklasse                 | Gold                | Silber             | Bronze                                |
| ------------------------------ | ------------------- | ------------------ | ------------------------------------- |
| Superleichtgewicht (bis 48 kg) | Cécile Nowak        | Karen Briggs       | Yolanda Soler Giovanna Tortora        |
| Halbleichtgewicht (bis 52 kg)  | Jessica Gal         | Loretta Doyle      | Alessandra Giungi Fabienne Boffin     |
| Leichtgewicht (bis 56 kg)      | Miriam Blasco       | Gooitske Marsman   | Catherine Arnaud Gudrun Hausch        |
| Halbmittelgewicht (bis 61 kg)  | Zsuzsa Nagy         | Frauke Eickhoff    | Susanne Profanter Yael Arad           |
| Mittelgewicht (bis 66 kg)      | Isabelle Beauruelle | Kate Howey         | Chantal Han Emanuela Pierantozzi      |
| Halbschwergewicht (bis 72 kg)  | Laetitia Meignan    | Elisabeth Karlsson | Ulla Werbrouck Marion van Dorssen     |
| Schwergewicht (über 72 kg)     | Beata Maksymow      | Claudia Weber      | Swetlana Gundarenko Angelique Seriese |
| Offene Klasse                  | Monique van der Lee | Renata Szał        | Karin Kutz Nathalie Lupino            |

## Medaillenspiegel
| Rang | Land                   | Gold | Silber | Bronze | Gesamt |
| ---- | ---------------------- | ---- | ------ | ------ | ------ |
| 1    | Niederlande            | 4    | 1      | 3      | 8      |
| 2    | Frankreich             | 4    | –      | 7      | 11     |
| 3    | Deutschland            | 3    | 3      | 4      | 10     |
| 4    | Sowjetunion            | 1    | 2      | 3      | 6      |
| 5    | Polen                  | 1    | 2      | 2      | 5      |
| 6    | Ungarn                 | 1    | 1      | 1      | 3      |
| 7    | Spanien                | 1    | –      | 2      | 3      |
| 8    | Schweiz                | 1    | –      | –      | 1      |
| 9    | Vereinigtes Königreich | –    | 3      | 1      | 4      |
| 10   | Italien                | -    | 1      | 5      | 6      |
| 11   | Belgien                | -    | 1      | 1      | 2      |
| 12   | Schweden               | -    | 1      | –      | 1      |
| 12   | Tschechoslowakei       | –    | 1      | –      | 1      |
| 14   | Israel                 | –    | -      | 1      | 1      |
| 14   | Österreich             | –    | -      | 1      | 1      |
| 14   | Rumänien               | –    | -      | 1      | 1      |
|      | Total                  | 16   | 16     | 32     | 64     |